# Курода Тацуо
Курода Тацуо (яп. 黒田 辰男（くろだ たつお), 22 липня 1902, Осака, Японія — 22 грудня 1992, Токіо, Японія) — японський літературознавець і перекладач. Професор російської мови й літератури університету «Васеда» в Токіо. Популяризатор творчості Т. Шевченка.

## Біографія
У 1925 році закінчив університет «Васеда» в Токіо, в якому потім правцював завідувачем кафедри російської літератури. За популяризацію творів письменників народів СРСР нагороджений радянським орденом «Знак Пошани».

## Творчість
Автор книг «Історія російської літератури» (1954), «Процес розвитку російського символізму». Перекладав японською мовою твори С. Аксакова, М. Горького, О. Фадєєва та інших.
В 1961 і 1964 роках виступав на шевченківських вечорах у Токіо, на Міжнародному форумі діячів культури в Києві. Редактор «Довідника кращих творів світової літератури» (1964), у 4-му томі якого вміщено огляд змісту «Кобзаря» С. Комацу. Опублікував рецензію на перше видання творів Т. Шевченка японською мовою «Як умру…» у «Читацькій газеті» (1964).